# 건주여진
건주여진(建州女眞)은 건주위(建州衛)라고도 한다. 명대 여진족의 세 분파 중의 하나에 속한다.

## 개요
16세기 후반의 여진족은 현재 중국(지금의 중화인민공화국 영토)의 동북지역과 러시아의 연해주를 포괄하는 광활한 지역에서, 초기적 형태의 국가들을 이루거나 부족 혹은 씨족 단위로 흩어져 거주하고 있었다. 명나라 여진의 지역에 일종의 행정구획인 위소(衛所)를 200여개 설치하고, 여진의 여러 부족장을 그 수장으로 임명하여 간접적으로 통제했다.
당시 명은 이들을 건주여진, 해서여진, 야인여진의 세 집단으로 구분하였다. 세 집단의 하부에는 아이만(部, 만주어: ᠠᡳᠮᠠᠨ Aiman)이나 구룬(國, 만주어: ᡤᡠᡵᡠᠨ Gurun)으로 불린 여러 정치적 독립집단이 존재했고, 때로는 이 하부 집단도 통일되지 못한 채 내부적으로 여러 씨족과 부족이 권력을 다투고 있었다.
건주여진은 압록강의 북쪽으로 훈허(渾河, 만주어 Hunehe bira) 상류부터 동가강(佟佳江)에 걸쳐 거주했으며, 숙수후(蘇克素滸, 만주어: ᠰᡠᡴᠰᡠᡥᡠ Suksuhu)·후너허(渾河, 만주어: ᡥᡠᠨᡝᡥᡝ Hunehe)·왕기얀(完顔, 만주어: ᠸᠠᠩᡤᡳᠶᠨ Wanggiyan)·동고(董鄂, 만주어: ᡩᠣᠩᡤᠣ
 Donggo)·저천(哲陳, 만주어: ᠵᡝᠴᡝᠨ Jecen)의 5개 아이만으로 나뉘어 있었다. 이 외에 백두산 일대의 너연(訥殷, 만주어: ᠩᡝᠶᡝᠨ Neyen)·주셔리(朱舍里, 만주어: ᡷᡠᡧᡝᡵᡳ Jušeri)·얄루 기양(鴨綠江, 만주어: ᠶᠠᠯᡠ
ᡤᡳᠶᠠᠩ Yalu Giyang)의 3개 아이만도 때로 건주여진의 일부로 분류되었다. 건주여진에 속한 여러 부는 정치적 독립체였고, 수장 가문 사이의 혈연적 친연관계도 확인되지 않는다. 이 시기에 건주여진은 씨족을 단위로 하는 사회에서 벗어나, 여러 씨족이 하나의 마을에 거주하거나 하나의 씨족이 분화하여 여러 마을에서 분산 거주하는 지연적 형태의 거주로 발전해 있었다. 또한 생산의 면에서 수렵이나 목축, 그리고 채집경제가 여전히 중요했지만 농업과 교역이 확산되어 가고 있었다. 농업과 교역이 증가할수록 사회적 계층의 분화가 촉진되어 갔고, 각 부 사이에 명나라와의 교역권을 둘러싸고 갈등과 마찰이 확대되어 가고 있었다.

## 같이 보기
- 여진
- 해서 여진
- 야인 여진